# Haemon
Haemon (Haimon, Oudgrieks: Αἱμων) is een personage uit de Griekse mythologie.
Volgens de overlevering is hij de zoon van de Thebaanse tiran Creon en diens echtgenote Eurydice. In de Antigone van Sophocles is Haemon de verloofde van Antigone. Hij wil zijn vader ervan overtuigen Antigone en haar zus Ismene niet te doden. Creon laat zich niet vermurwen en besluit Antigone toch tot de dood te veroordelen. Haemon echter dreigt met zelfmoord, maar die boodschap wordt door Creon niet begrepen. Wanneer Creon door de interventie van de ziener Tiresias tot inkeer is gekomen, is het reeds te laat: Haemon heeft zelfmoord gepleegd in de armen van Antigone, die zich verhangen had met haar sluier.